# De Tomaso Mangusta
O Mangusta é um modelo esportivo da De Tomaso, antecessor do modelo De Tomaso Pantera. Desenhado por Giugiaro e produzidas apenas 400 unidades, era um forte concorrente para o Lamborghini Miura, sofrendo inclusive do mesmo problema crônico do seu concorrente: uma má distribuição de peso que comprometia o comportamento dinâmico (68% do peso sobre o eixo traseiro).

## História
O Mangusta foi lançado em 1967 para substituir o vallelunga. O nome mangusta vem de mangusto que é um predador natural de cobras venenosas, esse nome não foi escolhido por acaso, era uma provocação a Ford mais especificamente ao Shelby Cobra, já que o único animal temido pela naja é o mangusto.
A construção do modelo ficava à cargo da Carrozzeria Ghia, o veiculo em sua essência era simples porém possuía alguns itens de conforto, como bancos em couro, painel completo, opções de ar-condicionado e controle elétrico dos vidros, em contra partida não havia sequer regulagens dos bancos.

## O Renascimento
O nome Mangusta foi revivido no inicio da década de 2000 quando o conceito De Tomaso Biguá chegou em sua versão final de produção sob a nome de Qvale Mangusta. Após disputas jurídicas entre a De Tomaso e a Qvale, o Qvale Mangusta foi vendido em uma quantidade limitada.

## Galeria

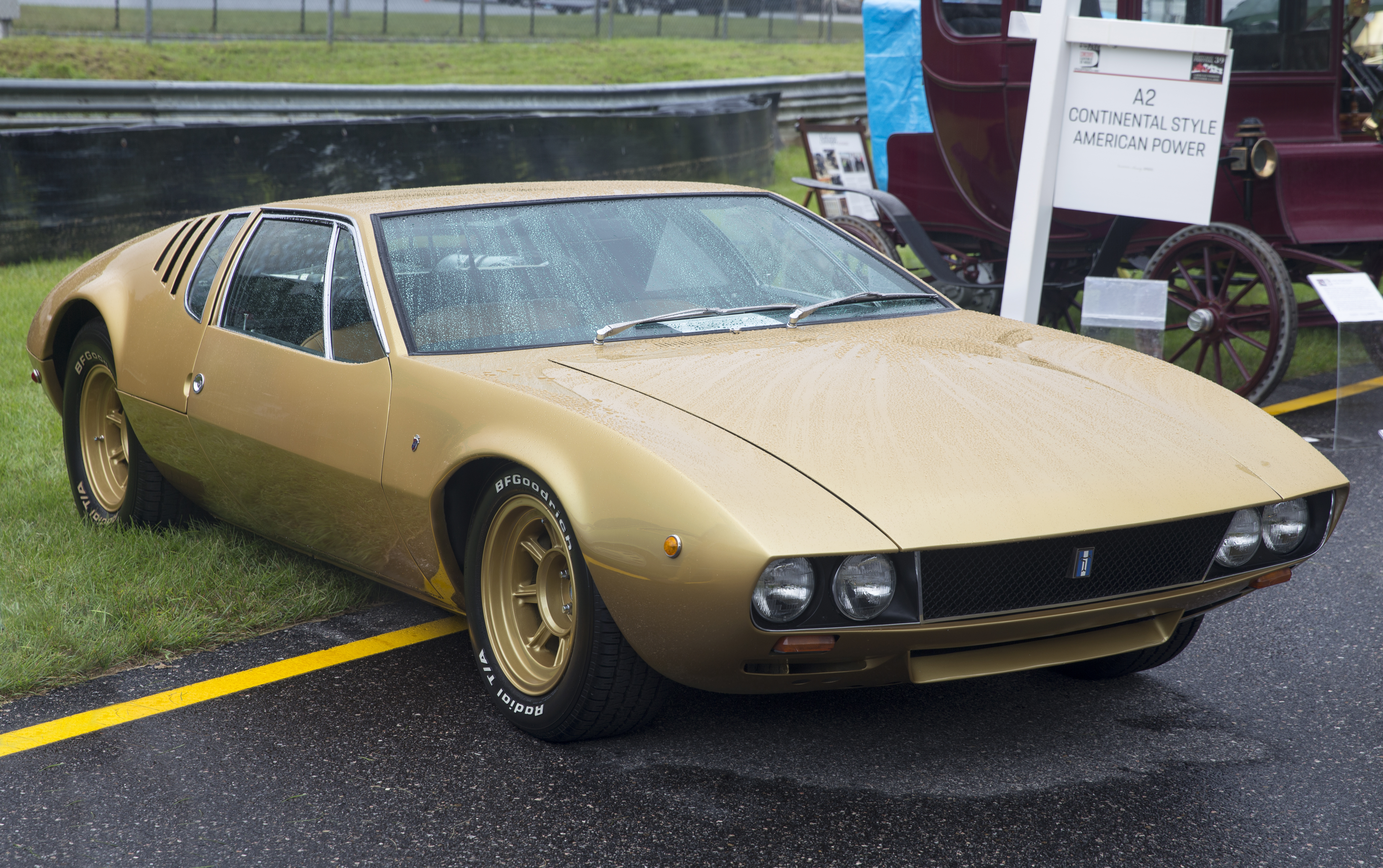
Vista lateral frontal do Mangusta
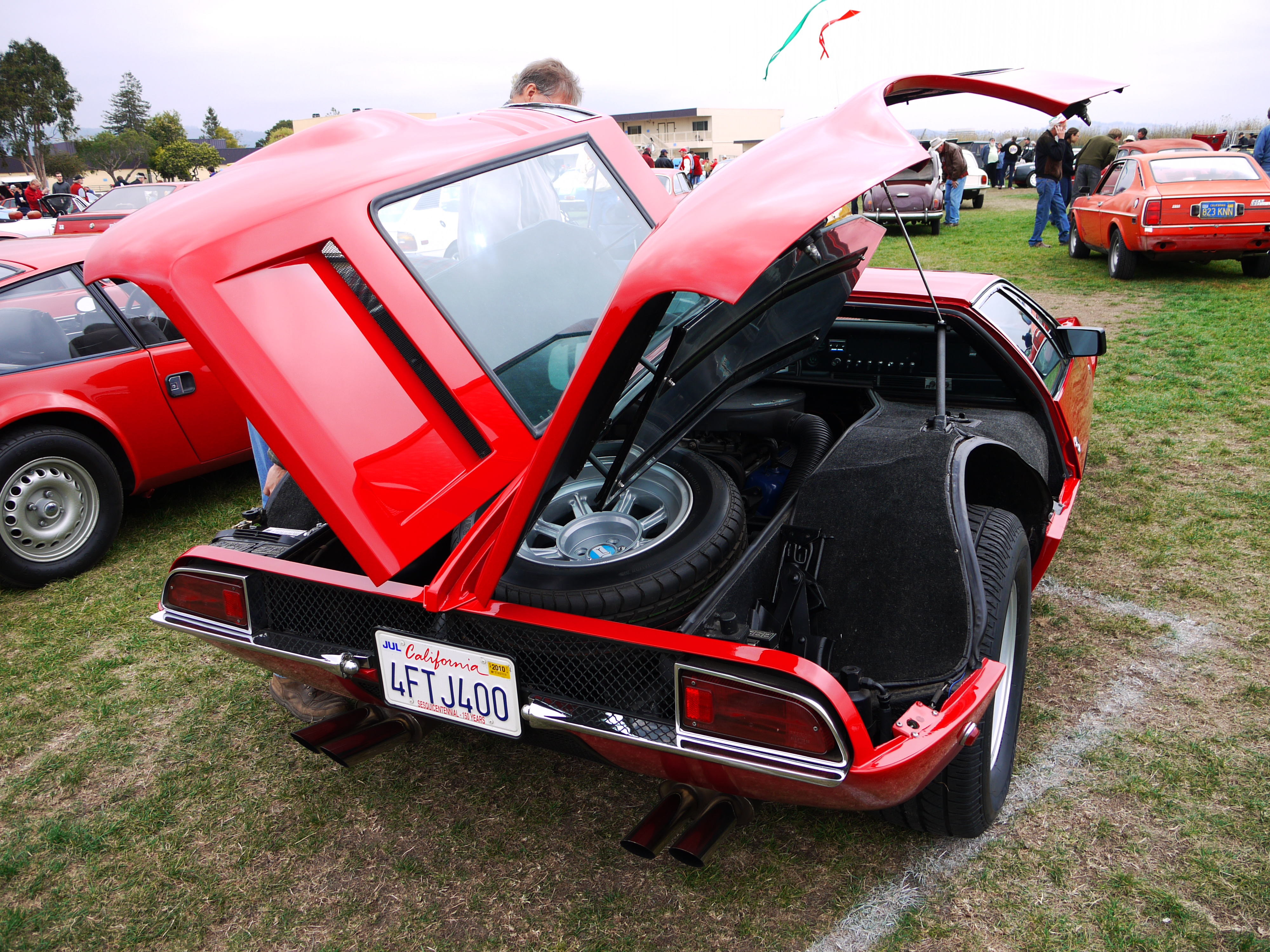
Capô do Mangusta
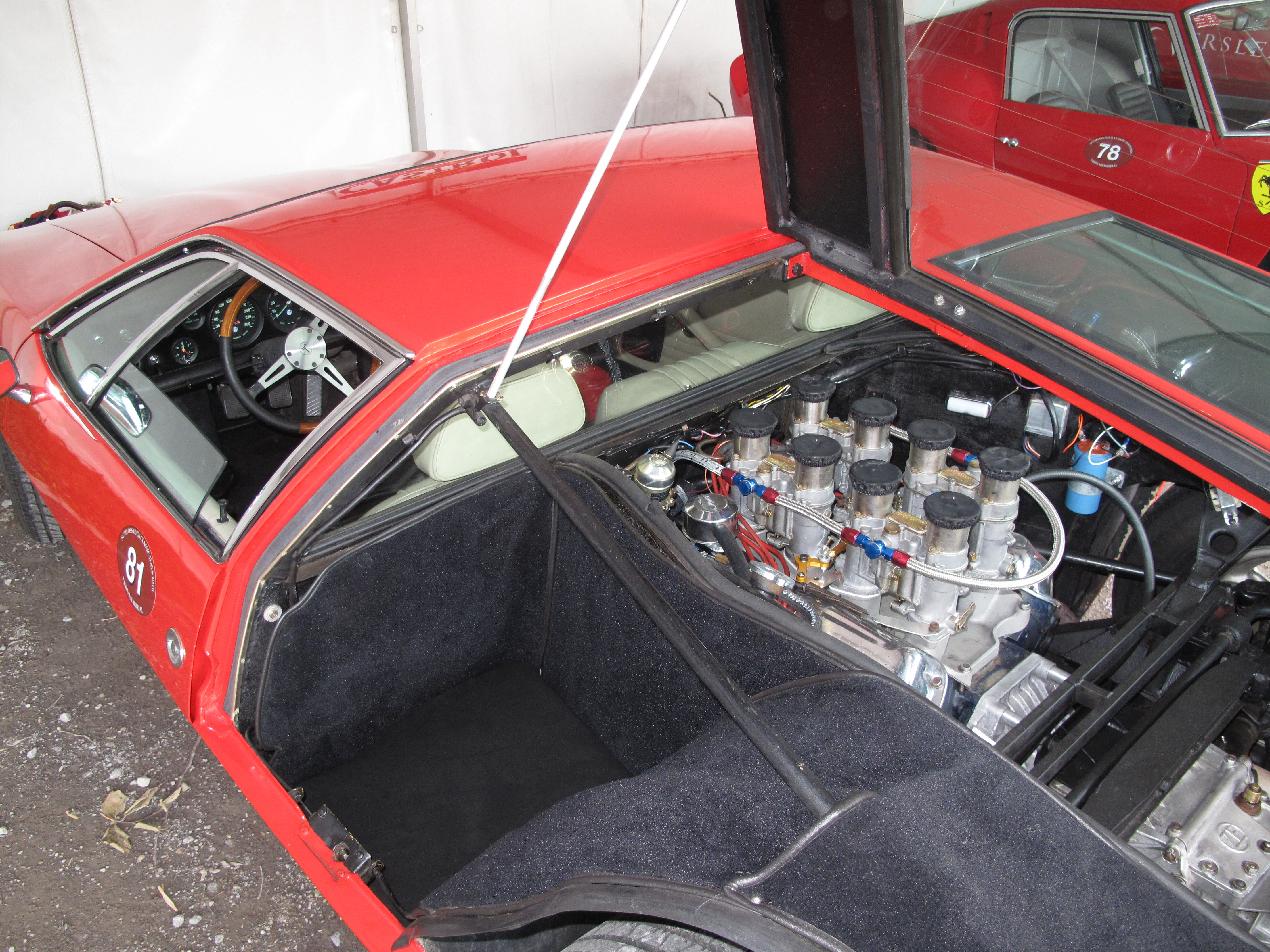
Motor do Mangusta